# Bahnhof Rösrath
Der Bahnhof Rösrath liegt im Zentrum der Stadt Rösrath im Rheinisch-Bergischen Kreis.

## Geschichte

### Bahnstrecke Köln-Mülheim–Lindlar
Das Teilstück der Bahnstrecke Köln-Mülheim–Lindlar von Bensberg nach Hoffnungsthal wurde am 1. Juli 1890 eröffnet. Seit dieser Zeit verfügte Rösrath mit den Haltepunkten Bahnhof Forsbach und Bahnhof Hoffnungsthal über zusammen drei Bahnhöfe. Der Personenverkehr auf der Strecke wurde 1960 eingestellt. Das Ende für den Güterverkehr folgte 1966.

### Oberbergische Bahn
Am 30. Juli 1910 wurde Rösrath an die neue Strecke der Oberbergischen Bahn angeschlossen. Dabei handelt es sich um die heutige (Stand 2020) Kursbuchstrecke 459. Sie verbindet Köln über Rösrath, Overath und Gummersbach mit Lüdenscheid. Eine Bahnfahrt vom Kölner Hauptbahnhof bis zum Rösrather Bahnhof dauert etwa 20 Minuten. Der Bahnhof dient heute (2020) nur noch dem Personenverkehr. Dabei wird ein Park-and-ride-Parkplatz in der Nähe der Haltestelle insbesondere von Berufspendlern zwischen Rösrath und Köln genutzt.

### Bahnhofanlagen
Der Bahnhof Rösrath gehörte zur Bahnhofsklasse IV. Neben dem Empfangsgebäude mit Dienstwohnungen hatte er einen Güterschuppen und einen Abort. Die Gleisanlagen bestanden aus drei Bahnsteiggleisen für den Personenverkehr und vier Stumpfgleisen für den Güter- und Stückguttransport. Rund ein Dutzend Weichen und mehrere Ein- und Ausfahrsignale wurden von zwei mechanischen Stellwerken aus geregelt. Mit dem ersten elektronischen Stellwerk (ESTW) im September 1990 wurden die mechanischen Stellwerke aufgegeben.
Seit 2003 wird der Bahnhof Rösrath vom Bereichsstellrechner Honrath ferngesteuert, die Bedienung erfolgt durch den örtlich zuständigen Fahrdienstleiter Deutz II aus der Betriebszentrale Duisburg. Die Gleisanlagen wurden sukzessive zurückgebaut. Seit dieser Zeit befinden sich das Empfangsgebäude und der Güterschuppen in Privatbesitz, das ehemalige Befehlsstellwerk wird seit Anfang der 1990er Jahre als Wohnhaus genutzt.
Nach Abbaumaßnahmen ist noch der Hausbahnsteig und der ehemalige überdachte Mittelbahnsteig vorhanden, dessen westliche Seite nun gleislos ist und jetzt als Seitenbahnsteig dient. Die vorhandene Unterführung wurde 2019/2020 mit Rampen versehen, so dass der Bahnhof seitdem barrierefrei erreichbar ist.

## Baudenkmal
Das Empfangsgebäude ist seit Juli 1988 unter Nr. 62 in die Liste der Baudenkmäler in Rösrath eingetragen.

## Verkehr
| Linie | Verlauf | Takt                                                       | Betreiber |
| ----- | --- | ---------------------------------------------------------- | --------- |
| RB 25 | Oberbergische Bahn: Köln Hansaring – Köln Hbf – Köln Messe/Deutz – Köln Trimbornstraße – Köln Frankfurter Straße – Rösrath-Stümpen – Rösrath – Hoffnungsthal – Lohmar-Honrath – Overath – Engelskirchen – Ründeroth – Gummersbach-Dieringhausen – Gummersbach – Marienheide – Meinerzhagen – Kierspe – Halver-Oberbrügge – Lüdenscheid-Brügge – Lüdenscheid Stand: Fahrplanwechsel Dezember 2023 | 30 min (Köln–Gummersbach) 60 min (Gummersbach–Lüdenscheid) | DB Regio  |